# Буонаккорси, Симоне
Симоне Буонаккорси (итал. Simone Buonaccorsi; 17 ноября 1708, Мачерата, Папская область — 27 апреля 1776, Рим, Папская область) — итальянский куриальный кардинал. Секретарь Священной Конгрегации по делам епископов и монашествующих с сентября 1759 по 18 июля 1763. Камерленго Священной Коллегии кардиналов с 27 января 1772 по 8 марта 1773. Префект Священной Конгрегации дисциплины монашествующих с 15 ноября 1773 по 27 апреля 1776. Кардинал-священник с 18 июля 1763, с титулом церкви Сан-Джованни-а-Порта-Латина с 22 августа 1763.